# Josephine Terlecki
Josephine Terlecki (ur. 17 lutego 1986) – niemiecka lekkoatletka specjalizująca się w pchnięciu kulą.
Na mistrzostwach Europy juniorów w 2005 uplasowała się na siódmej pozycji, a dwa lata później była szósta podczas czempionatu Starego Kontynentu młodzieżowców. Czwarta zawodniczka igrzysk wojskowych (2007). Zdobyła brązowy medal halowych mistrzostw Europy w 2011. Szósta zawodniczka halowego czempionatu Europy z 2013. Medalistka mistrzostw Niemiec i reprezentantka kraju na igrzyskach olimpijskich i w zimowym pucharze w rzutach lekkoatletycznych.
Rekordy życiowe: stadion – 19,27 (27 czerwca 2014, Schönebeck); hala – 18,29 (20 stycznia 2012, Nordhausen). 

## Osiągnięcia
| Rok  | Impreza                             | Miejsce    | Pozycja           | Wynik |
| ---- | ----------------------------------- | ---------- | ----------------- | ----- |
| 2005 | Mistrzostwa Europy juniorów         | Kowno      | 7. miejsce        | 15,63 |
| 2007 | Zimowy puchar Europy w rzutach      | Jałta      | 3. miejsce        | 15,37 |
| 2007 | Młodzieżowe mistrzostwa Europy      | Debreczyn  | 6. miejsce        | 16,53 |
| 2007 | Wojskowe igrzyska sportowe          | Hajdarabad | 4. miejsce        | 15,82 |
| 2009 | Zimowy puchar Europy w rzutach      | Teneryfa   | 7. miejsce        | 16,71 |
| 2010 | Zimowy puchar Europy w rzutach      | Arles      | 4. miejsce        | 17,42 |
| 2011 | Halowe mistrzostwa Europy           | Paryż      | 3. miejsce        | 18,09 |
| 2011 | Zimowy puchar Europy w rzutach      | Sofia      | 4. miejsce        | 17,33 |
| 2011 | Mistrzostwa świata                  | Daegu      | el. – 19. miejsce | 17,85 |
| 2012 | Zimowy puchar Europy w rzutach      | Bar        | 3. miejsce        | 18,59 |
| 2012 | Mistrzostwa Europy                  | Helsinki   | 4. miejsce        | 18,33 |
| 2012 | Igrzyska olimpijskie                | Londyn     | el. – 19. miejsce | 17,78 |
| 2013 | Halowe mistrzostwa Europy           | Göteborg   | 6. miejsce        | 18,16 |
| 2013 | Mistrzostwa świata                  | Moskwa     | el. – 13. miejsce | 17,87 |
| 2015 | Światowe wojskowe igrzyska sportowe | Mungyeong  | 7. miejsce        | 15,86 |